# Recreio de Ramos
Recreio de Ramos foi uma tradicional escola de samba da cidade do Rio de Janeiro, situada no bairro de Ramos, na rua Paranapanema nº 52, fundada em 1931.
Foi campeã do desfile das escolas de samba em 1934.
Após sua extinção, alguns de seus remanescentes ajudaram a fundar a Imperatriz Leopoldinense, em 1959.